# EFA Champions Cup der Frauen 2017
Der EFA Champions Cup 2017 der Frauen im Faustball auf dem Feld findet am 8. und 9. Juli 2017 in Jona statt. Nach 2005 und 2016 wird zum dritten Mal ein Champions Cup auf dem Feld in Jona ausgetragen. Titelverteidiger ist der TSV Dennach aus Deutschland, der den Titel im Jahr zuvor gegen den TSV Jona gewann.

## Teilnehmer
Acht Mannschaften aus den drei führenden Faustball-Ländern der EFA nahmen am Champions Cup teil:
| Deutschland - TV Jahn Schneverdingen (Meister) - Ahlhorner SV (Vizemeister) - TSV Dennach (Titelverteidiger) | Schweiz - TSV Jona (Meister) - STV Schlieren (Vizemeister) - STV Oberentfelden-Amsteg (3. Platz) | Österreich - Union Raiffeisen Nußbach (Meister) - FBC Abau Linz Urfahr (Vizemeister) |

## Spielplan
| Gruppe A                 | Gruppe B               |
| ------------------------ | ---------------------- |
| Union Nußbach            | FBC ABAU Linz Urfahr   |
| STV Schlieren            | TSV Jona               |
| TSV Dennach              | TV Jahn Schneverdingen |
| STV Oberentfelden-Amsteg | Ahlhorner SV           |

### Vorrunde

#### Gruppe A
| Samstag, 8. Juli 2017 |   |       |                   |   |                   |  |
| 1                     | 1 | 11:15 | Union Nußbach     | – | TSV Dennach       |  |
| 2                     | 2 | 11:15 | STV Oberentfelden | – | STV Schlieren     |  |
| 5                     | 1 | 13:45 | Union Nußbach     | – | STV Schlieren     |  |
| 6                     | 2 | 13:45 | TSV Dennach       | – | STV Oberentfelden |  |
| 9                     | 1 | 16:15 | TSV Dennach       | – | STV Schlieren     |  |
| 10                    | 2 | 16:15 | Union Nußbach     | – | STV Oberentfelden |  |

| Pl. | Team              | Sp. | Sätze | Ballverh. | Pkt. |
| --- | ----------------- | --- | ----- | --------- | ---- |
| 1   | Union Nußbach     | 0   | 0:0   | 0:0       | 0    |
| 2   | STV Schlieren     | 0   | 0:0   | 0:0       | 0    |
| 3   | TSV Dennach       | 0   | 0:0   | 0:0       | 0    |
| 4   | STV Oberentfelden | 0   | 0:0   | 0:0       | 0    |

#### Gruppe B
| Samstag, 8. Juli 2016 |   |       |                     |   |                     |  |
| 3                     | 1 | 12:30 | FBC Linz Urfahr     | – | TSV Jona            |  |
| 4                     | 2 | 12:30 | Jahn Schneverdingen | – | Ahlhorner SV        |  |
| 7                     | 1 | 15:00 | TSV Jona            | – | Jahn Schneverdingen |  |
| 8                     | 2 | 15:00 | FBC Linz Urfahr     | – | Ahlhorner SV        |  |
| 11                    | 1 | 17:30 | TSV Jona            | – | Ahlhorner SV        |  |
| 12                    | 2 | 17:30 | FBC Linz Urfahr     | – | Jahn Schneverdingen |  |

| Pl. | Team                | Sp. | Sätze | Ballverh. | Pkt. |
| --- | ------------------- | --- | ----- | --------- | ---- |
| 1   | FBC Linz Urfahr     | 0   | 0:0   | 0:0       | 0    |
| 2   | TSV Jona            | 0   | 0:0   | 0:0       | 0    |
| 3   | Jahn Schneverdingen | 0   | 0:0   | 0:0       | 0    |
| 4   | Ahlhorner SV        | 0   | 0:0   | 0:0       | 0    |

## Schiedsrichter
Von der zuständigen Kommission der European Fistball Association wurden vier Schiedsrichter aus drei Nationen für den EFA Champions Cup der Frauen nominiert.
| Deutschland - Heike Müller | Österreich - Johann Geisecker | Schweiz - Pasquale Marra - Daniel Müller |

## Einzelnachweis
1. ↑  EFA-Schiedsrichternominierungen 2017. In: efa-fistball.com. EFA Fistball, 30. März 2017, archiviert vom Original (nicht mehr online verfügbar) am 25. September 2016; abgerufen am 26. April 2017.  Info: Der Archivlink wurde automatisch eingesetzt und noch nicht geprüft. Bitte prüfe Original- und Archivlink gemäß Anleitung und entferne dann diesen Hinweis.